# Magnus Johnson

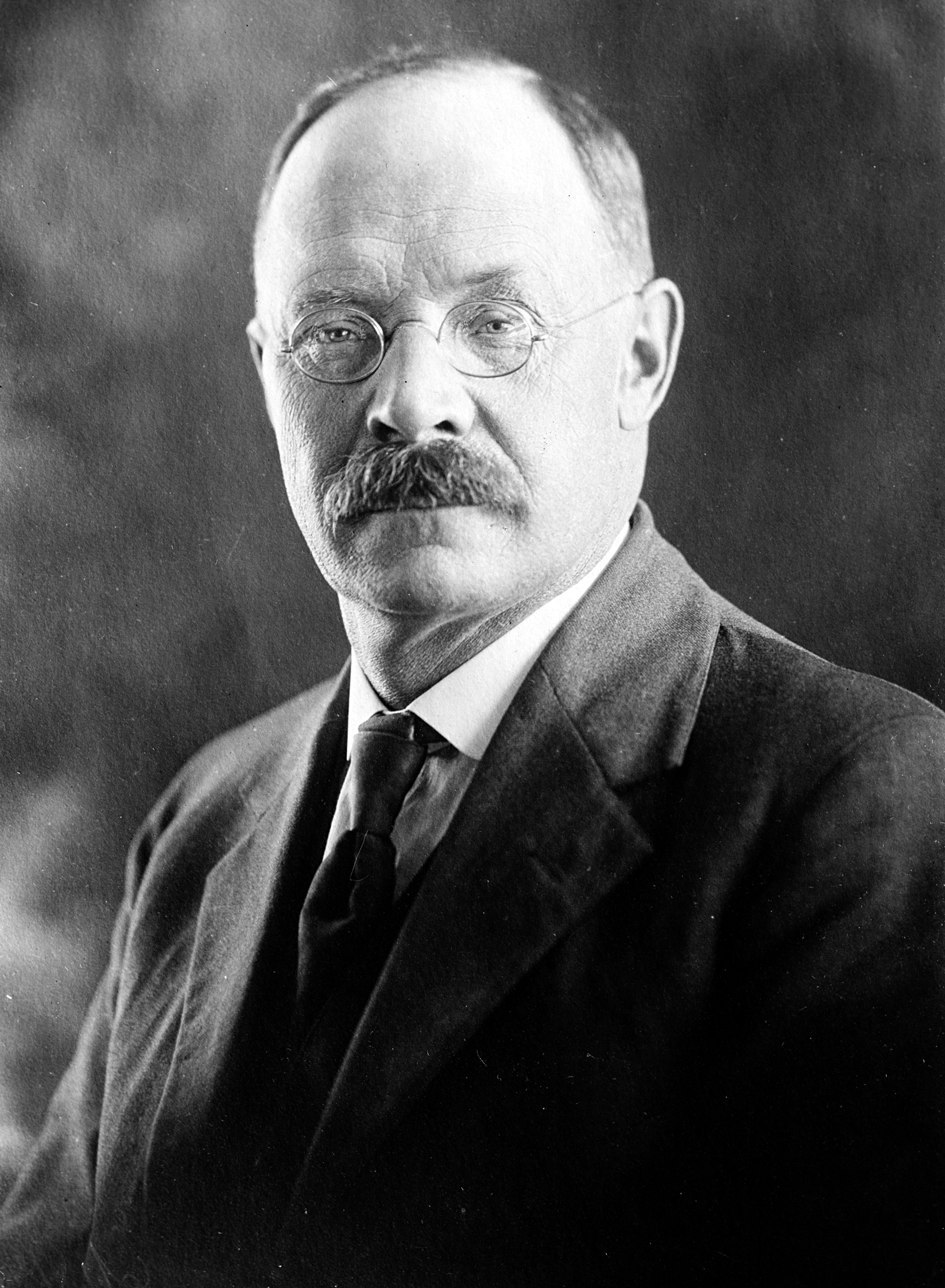
Magnus Johnson

Magnus Johnson (* 19. September 1871 bei Karlstad, Schweden; † 13. September 1936 in Litchfield, Minnesota) war ein US-amerikanischer Politiker der Farmer-Labor Party, der den Bundesstaat Minnesota in beiden Kammern des Kongresses vertrat. Er ist der einzige gebürtige Schwede, der bislang dem Senat der Vereinigten Staaten angehörte.

## Leben
In seiner schwedischen Heimat Värmland besuchte Magnus Johnson die Dorfschulen. Von 1888 bis 1891 wurde er als Glasbläser ausgebildet. Im Jahr 1891 zog er dann in die Vereinigten Staaten, wo er sich zunächst in La Crosse (Wisconsin) niederließ. Später fand er dann im Meeker County in Minnesota Beschäftigung als Fabrikarbeiter sowie als Holzfäller, ehe er einer Tätigkeit als Farmer nachging. Ab 1913 stand er der Niederlassung der American Society of Equity in Minnesota vor, einer kooperativen Vereinigung von Landwirten, die sich zunehmend auch als politische Kraft etablierte. Außerdem fungierte er als Vizepräsident der von der Vereinigung kontrollierten Grain Exchange and Farmers' Terminal Packing Company. Auf lokaler Ebene bekleidete er einige Ämter in der Schulverwaltung von Kingston.

## Politik
Johnsons politische Laufbahn begann mit der Mitgliedschaft im Repräsentantenhaus von Minnesota zwischen 1915 und 1919; im Anschluss saß er bis 1923 im Staatssenat. In den Jahren 1922 und 1926 trat er als Kandidat der Farmer-Labor Party bei den Gouverneurswahlen an, scheiterte aber an den Republikanern J. A. O. Preus und Theodore Christianson.
Nach dem Tod von US-Senator Knute Nelson am 28. April 1923 trat Johnson bei der Nachwahl um dessen Mandat an und setzte sich gegen den amtierenden Gouverneur Preus durch, woraufhin er sein Mandat in Washington, D.C. ab dem 16. Juli desselben Jahres wahrnehmen konnte. Bei der folgenden regulären Wahl unterlag er aber dem Republikaner Thomas David Schall mit knapp 8000 Stimmen Rückstand; daher musste er den Senat am 3. März 1925 wieder verlassen. In der Folge betätigte er sich in der Nähe von Kimball wieder als Landwirt.
1932 bewarb Johnson sich dann erfolgreich um ein Mandat im Repräsentantenhaus der Vereinigten Staaten. Er verbrachte vom 4. März 1933 bis zum 3. Januar 1935 eine weitere Legislaturperiode im Kongress, ehe er auch diesmal beim Wiederwahlversuch scheiterte. Danach amtierte er von 1934 bis 1936 als staatlicher Kontrolleur für Schlachthöfe, ehe er seinen letzten Versuch unternahm, ein Wahlamt zu bekleiden; er verlor jedoch bereits in der Primary seiner Partei für die Gouverneurswahlen von 1936 gegen den später siegreichen Elmer Austin Benson.
Am 13. September desselben Jahres starb Magnus Johnson in Litchfield, wohin er sich zu einer ärztlichen Behandlung begeben hatte. Er wurde in Dassel beigesetzt.